# Mystère à la tour Eiffel
Pour plus de détails, voir Fiche technique et Distribution.
Mystère à la tour Eiffel est un téléfilm français réalisé par Léa Fazer et diffusé le 11 janvier 2017 sur France 2. Il s'agit du deuxième téléfilm de la collection Mystère à Paris.

## Synopsis
1889, la Tour Eiffel vient d'être inaugurée sous les critiques. Émile Legendre, collaborateur de Gustave Eiffel, est retrouvé mort dans l'ascenseur de la tour. Tout désigne sa femme, seule présente dans la cage d'ascenseur. D'autres victimes, également ingénieurs, vont suivre.

## Fiche technique
- Titre original : Mystère à la tour Eiffel
- Réalisation : Léa Fazer
- Scénario : Elsa Marpeau et Mathieu Missoffe
- Musique : François Castello
- Directeur de la photographie : Philippe Guilbert
- Montage : Nadège Kintzinger
- Distribution : Michael Laguens
- Création des décors : Marie-Hélène Sulmoni
- Décorateur : Philippe Cord'Homme
- Création des costumes : Pierre Canitrot
- Maquillage : Emma Chicotot, Charlotte Desnos et Stéphanie Guillon
- 1er Assistant Réalisateur : Jérémie Steib
- Consultants magie : Mathieu Bich[1] et Garrett Thomas[2]
- Effets spéciaux visuel : Fabien Girodot de Trimaran[3]
- Producteur : Stéphane Moatti
- Compagnies de production : Thalie Images, France Télévisions, Région Île-de-France, CNC, TV5 Monde et RTS
- Compagnie de distribution : France 2
- Pays d’origine : France
- Langue d'origine : français
- Genre : Policier
- Dates de diffusion :
  -  Suisse : 1er janvier 2016 sur RTS Un
  -  France : 11 janvier 2017 sur France 2

## Distribution
- Marie Denarnaud : Louise Massart
- Aïssa Maïga : Henriette, l'assistante de Valère
- Grégori Derangère : Grégoire Murat
- Grégoire Bonnet : Séraphin Roussin, enquêteur intuitif
- Quentin Baillot : Théodore Roussin, le frère de Séraphin, enquêteur rationnel
- Sylvain Quimene : Valère, le prestidigitateur
- Patrick Descamps : Ferdinand Massart, le père de Louise, ingénieur Eiffel
- Bruno Debrandt : Charles Levasseur, le médecin psy
- Michel Jonasz : Gustave Eiffel
- Camille Japy : Charlotte Legendre, la femme d'Émile Legendre
- Marc Bodnar : Émile Legendre, ingénieur Eiffel
- Caroline Piette : l'infirmière chef
- Nicolas Abraham : Jussac, l'ingénieur concurrent
- Yann Babilée : le professeur Charcot
- Audrey Quoturi : la jeune femme du cabaret clandestin et du commissariat
- Paloma Nardy Marchier : Louise Massart enfant

## Audience
France : 4 millions de téléspectateurs(première diffusion) (16,4 % de PDA)

## Distinction
- Festival de la fiction TV de La Rochelle 2015 : sélection officielle[5]

## Accueil critique
Lors de la rediffusion du téléfilm en été 2020 sur La Une, Moustique juge le « thriller un peu pâlot », regrettant que « la production ait privilégié la mise en valeur du cadre patrimonial, au détriment de certains aspects techniques (les images de synthèse n'apportent pas grand-chose) et surtout du scénario qui ne se soucie guère de crédibilité ». Pour le journaliste, « le casting est lui aussi inégal [...] Marie Denarnaud n'est pas toujours convaincante, contrairement à Aïssa Maïga, impeccable dans son rôle d'Henriette [...], et à Michel Jonasz qui fait une apparition sous les traits de Gustave Eiffel ».